# Onitis reichei
Onitis reichei là một loài bọ cánh cứng trong họ Bọ hung (Scarabaeidae).